# Kori Carter
Kori Carter (Claremont, 3 de junho  de 1992) é uma velocista e barreirista norte-americana, especialista nos 400 metros com barreiras. Foi medalha de ouro desta prova no Campeonato Mundial de Atletismo de 2017, em Londres, Inglaterra.